# Misionella mendensis
Misionella mendensis är en spindelart som först beskrevs av Cândido Firmino de Mello-Leitão 1920. 
Misionella mendensis ingår i släktet Misionella och familjen Filistatidae. Inga underarter finns listade i Catalogue of Life.